# Lobesia bicinctana
Lobesia bicinctana es una especie de polilla del género Lobesia, tribu Olethreutini, familia Tortricidae. Fue descrita científicamente por Duponchel, in Godart en 1842.

## Descripción
La envergadura es de 10-14 milímetros.

## Distribución
Se distribuye por Francia y Canadá.